# Berit Vander
Berit Vander (* 1998 in Düsseldorf) ist eine deutsche Theater- und Film-Schauspielerin.

## Leben
Berit Vander trat ab ihrem achten Lebensjahr am Düsseldorfer Schauspielhaus auf. Seit ihrer Ausbildung zur Schauspielerin an der Theaterakademie August Everding hat sie zahlreiche Rollen in Theatern und im Fernsehen gespielt. Die erfolgreichsten waren ihr Debüt im deutschen Fernsehfilm Play und ihre Rolle in der Rosamunde-Pilcher-Verfilmung Im Siebten Himmel (2021).
Im Dezember 2023 und Januar 2024 spielte Vander in vier Folgen der Fernsehserie In aller Freundschaft die Rolle der Patientin Vanessa Ewerbeck, Tochter von Jürgen Ewerbeck (Patrick von Blume).
Im Rahmen des Erasmus-Programmes war Vander im Wintersemester 2019 Stipendiatin am „Conservatoire National Supérieur d'art dramatique“ in Paris.
Seit Beginn der Spielzeit 2021/22 hat sie ein Engagement als festes Ensemble-Mitglied am Mülheimer Theater an der Ruhr.
Berit Vander lebt abwechselnd in Duisburg, Düsseldorf und München.

## Theater
- 2017: Ein Sommernachtstraum - Düsseldorfer Schauspielhaus
- 2018: Frankenstein - Theaterakademie August Everding
- 2019: Conservatoire National Supérieur d’Art Dramatique, Paris
- 2020: MEDEA nach Euripides - Residenztheater München
- 2021: Onkel Wanja - Sonja - Theater an der Ruhr, Mülheim
- 2021: Nathan.Death - Theater an der Ruhr

## Filmografie
- 2018: Play
- 2018: SOKO München (Fernsehserie)
- 2019: Anna und ihr Untermieter (Fernsehserie)
- 2019: Daheim in den Bergen – Auf neuen Wegen (Fernsehserie)
- 2020: Rosamunde Pilcher: Im siebten Himmel – Rosamunde-Pilcher-Filmreihe
- 2021: Morden im Norden (Fernsehserie)
- 2021: Toni, männlich, Hebamme (Fernsehserie)
- 2021: SOKO Potsdam (Fernsehserie)
- 2021: In aller Freundschaft – Die jungen Ärzte (Fernsehserie)
- 2022: Die Kanzlei (Fernsehserie, Folge Spurlos)
- 2023: SOKO Köln (Fernsehserie, Folge Bukowski auf der Flucht)
- 2023–2024: In aller Freundschaft (Fernsehserie, Folgen 1035 bis 1039)
- 2025: Die Vorkosterinnen (Le assaggiatrici)

## Hörspiele
- 2022: Ursula K. Le Guin: Erdsee (Fantasy-Hörspiel-Serie mit 12 Folgen), WDR[1]
- 2023: Gesine Schmidt: Digital Afterlife. Für immer und dich, WDR[2]